# Karl Kreutzmann
Karl Hans Frederik Kreutzmann (* 19. Dezember 1889 in Kangaamiut; † unbekannt) war ein grönländischer Landesrat.

## Leben
Karl Kreutzmann war der Sohn des Jägers Jakob Efraim Ananias Kreutzmann (1860–?) und seiner Frau Maria Karoline Jakobine Euphemia Rosing (1860–?). Sein älterer Bruder war der Landesrat Hans Kreutzmann (1887–?). Über seinen Vater war er ein Großneffe des Künstlers Jens Kreutzmann (1828–1899) und über seine Mutter ein Enkel der Hebamme Karoline Rosing (1842–1901) und ein Neffe des Missionars Christian Rosing (1866–1944), des Künstlers Peter Rosing (1871–1938) und des Landesrats Karl Rosing (1878–?). Am 10. September 1916 heiratete er in Kangaamiut Hansine Lydie Jakobine Berthelsen (1892–?), Tochter des Jägers Hans Josef David Jens Berthelsen (1863–?) und seiner Frau Kristine Kirsten Rosine Kleist (1866–?).
Karl Kreutzmann war Jäger in Kangaamiut. 1939 wurde er in den südgrönländischen Landesrat gewählt. 1945 wurde er wiedergewählt und blieb somit noch bis 1951 Mitglied des Landesrats, bevor die beiden Landesräte in Nord- und Südgrönland zu einem gesamtgrönländischen Landesrat zusammengeschlagen wurden, dem er nicht mehr angehörte.